# Paranoá
Paranoá, amtlich portugiesisch Região Administrativa de Paranoá, ist die Verwaltungsregion RA VII mit 46.527 Einwohnern östlich vom Zentrum Brasílias im brasilianischen Bundesdistrikt. Die Verwaltungsregion grenzt an São Sebastião, Lago Sul, Plano Piloto, Lago Norte, Itapoã, Sobradinho, Planaltina, Formosa (Goiás), Cabeceira Grande (Minas Gerais) und Cristalina (Goias) an. Die Stadt geht auf die Siedlung Vila Paranoá für die Arbeiter am Staudamm des Lago Paranoá zurück.

## Verwaltung
Administrator der Verwaltungsregion ist seit 2016  Waldir Soares Cordeiro.